# Giro di Puglia 1978
Il Giro di Puglia 1978, settima edizione della corsa, si svolse dal 4 al 7 aprile 1978 su un percorso totale di 728,8 km, ripartiti su 4 tappe (la terza suddivisa su 2 semitappe). La vittoria fu appannaggio dell'italiano Giuseppe Saronni, che completò il percorso in 20h08'18", precedendo i connazionali Francesco Moser e Wladimiro Panizza.

## Tappe
| Tappa  | Data     | Percorso                                     | km    | Vincitore di tappa | Leader cl. generale |
| ------ | -------- | -------------------------------------------- | ----- | ------------------ | ------------------- |
| 1ª     | 4 aprile | Cisternino > Vieste Pizzomunno               | 246   | Giuseppe Saronni   | Giuseppe Saronni    |
| 2ª     | 5 aprile | ? > Vieste Pizzomunno                        | 220   | Aldo Parecchini    | Aldo Parecchini     |
| 3ª-1   | 6 aprile | Castellana Grotte > Locorotondo              | 69    | Rik Van Linden     | ?                   |
| 3ª-2   | 6 aprile | Fasano > Selva di Fasano (cron. individuale) | 6,8   | Giuseppe Saronni   | ?                   |
| 4ª     | 7 aprile | Ostuni > Martina Franca                      | 187   | Roger De Vlaeminck | Giuseppe Saronni    |
| Totale | Totale   | Totale                                       | 728,8 |                    |                     |

## Dettagli delle tappe

### 1ª tappa
- 4 aprile: Cisternino > Vieste Pizzomunno – 246 km

Risultati
| Pos. | Corridore        | Squadra | Tempo |
| ---- | ---------------- | ------- | ----- |
| 1    | Giuseppe Saronni | Scic    | ?     |

| Pos. | Corridore        | Squadra | Tempo |
| ---- | ---------------- | ------- | ----- |
| 1    | Giuseppe Saronni | Scic    | ?     |

### 2ª tappa
- 5 aprile: ? > Vieste Pizzomunno – 220 km

Risultati
| Pos. | Corridore       | Squadra     | Tempo    |
| ---- | --------------- | ----------- | -------- |
| 1    | Aldo Parecchini | Selle Royal | 6h03'52" |
| 2    | Rik Van Linden  | Bianchi     | a 2"     |
| 3    | Francesco Moser | Sanson      | s.t.     |

| Pos. | Corridore        | Squadra     | Tempo     |
| ---- | ---------------- | ----------- | --------- |
| 1    | Aldo Parecchini  | Selle Royal | 13h14'19" |
| 2    | Rik Van Linden   | Bianchi     | a 2"      |
| 3    | Giuseppe Saronni | Scic        | s.t.      |

### 3ª tappa, 1ª semitappa
- 6 aprile: Castellana Grotte > Locorotondo – 69 km

Risultati
| Pos. | Corridore      | Squadra | Tempo |
| ---- | -------------- | ------- | ----- |
| 1    | Rik Van Linden | Bianchi | ?     |

### 3ª tappa, 2ª semitappa
- 6 aprile: Fasano > Selva di Fasano – (cron. individuale) – 6,8 km

Risultati
| Pos. | Corridore        | Squadra | Tempo |
| ---- | ---------------- | ------- | ----- |
| 1    | Giuseppe Saronni | Scic    | ?     |

### 4ª tappa
- 7 aprile: Ostuni > Martina Franca – 187 km

Risultati
| Pos. | Corridore          | Squadra | Tempo    |
| ---- | ------------------ | ------- | -------- |
| 1    | Roger De Vlaeminck | Sanson  | 4h48'47" |
| 2    | Giuseppe Saronni   | Scic    | s.t.     |
| 3    | Pierino Gavazzi    | Zonca   | s.t.     |

## Classifiche finali

### Classifica generale
| Pos. | Corridore                | Squadra                    | Tempo     |
| ---- | ------------------------ | -------------------------- | --------- |
| 1    | Giuseppe Saronni         | Scic-Bottecchia            | 20h08'18" |
| 2    | Francesco Moser          | Sanson-Campagnolo          | a 8"      |
| 3    | Wladimiro Panizza        | Vibor                      | a 14"     |
| 4    | Roberto Visentini        | Vibor                      | a 21"     |
| 5    | Alfredo Chinetti         | Selle Royal-Inoxpran       | a 27"     |
| 6    | Johan De Muynck          | Bianchi-Faema              | a 28"     |
| 7    | Giovanni Battaglin       | Fiorella Mocassini-Citroën | a 33"     |
| 8    | Fausto Bertoglio         | Selle Royal-Inoxpran       | a 39"     |
| 9    | Josef Fuchs              | Fiorella Mocassini-Citroën | a 47"     |
| 10   | Gianbattista Baronchelli | Scic-Bottecchia            | a 49"     |